# كالدونيا (ويسكونسن)
كالدونيا (بالإنجليزية: Caledonia, Wisconsin)‏ هي town of Wisconsin و village of Wisconsin تقع في الولايات المتحدة في مقاطعة راسين. يقدر عدد سكانها بـ 24,705 نسمة ومساحتها 126.18 كم2 وترتفع عن سطح البحر 201 متر.

## التركيبة السكانية
قام مكتب تعداد الولايات المتحدة بتحديد بيانات التركيبة السكانية لكالدونيا في تعداد الولايات المتحدة. في ما يلي، التركيبة السكانية حسب تعدادي 2000 و2010.

### تعداد عام 2000
بلغ عدد سكان كالدونيا 23,614 نسمة بحسب تعداد عام 2000، وبلغ عدد الأسر 8,549 أسرة وعدد العائلات 6,805 عائلة مقيمة في البلدة. في حين سجلت الكثافة السكانية 519.1 نسمة لكل ميل مربع (200.4/كم2). وبلغ عدد الوحدات السكنية 8,839 وحدة بمتوسط كثافة قدره 194.3 نسمة لكل ميل مربع (75.0/كم2).
وتوزع التركيب العرقي للبلدة بنسبة 94.18% من البيض و 0.42% من الأمريكيين الأصليين و 1.27% من الأمريكيين ذوي الأصول الآسيوية و 0.05% من سكان جزر المحيط الهادئ و 1.99% من الأمريكيين الأفارقة و 1.18% من عرقين مختلطين أو أكثر.
بلغ عدد الأسر 8,549 أسرة كانت نسبة 36.7% منها لديها أطفال تحت سن الثامنة عشر تعيش معهم، وبلغت نسبة الأزواج القاطنين مع بعضهم البعض 69.4% من أصل المجموع الكلي للأسر، ونسبة 7.2% من الأسر كان لديها معيلات من الإناث دون وجود شريك، وكانت نسبة 20.4% من غير العائلات. تألفت نسبة 16.1% من أصل جميع الأسر من أفراد ونسبة 5.5% كانوا يعيش معهم شخص وحيد يبلغ من العمر 65 عاماً فما فوق. وبلغ متوسط حجم الأسرة المعيشية 3.04، أما متوسط حجم العائلات فبلغ 2.71.
بلغ العمر الوسطي للسكان 38 عاماً. وكانت نسبة 26.0% من القاطنين تحت سن الثامنة عشر، وكانت نسبة 6.5% بين الثامنة عشر والأربعة وعشرون عاماً، ونسبة 30.0% كانت واقعةً في الفئة العمرية ما بين الخامسة والعشرون حتى والأربعة وأربعون عاماً، ونسبة 26.7% كانت ما بين الخامسة والأربعون حتى الرابعة والستون، ونسبة 10.8% كانت ضمن فئة الخامسة والستون عاماً فما فوق. يوجد لكل 100 أنثى 99.8 ذكر، ويوجد لكل 100 أنثى في الثامنة عشر من عمرها فما فوق 97.8 ذكر.
بلغ متوسط دخل الأسرة في البلدة 61,647 دولار، أما متوسط دخل العائلة فبلغ 68,043 دولار. وكان متوسط دخل الذكور 46,939 دولار مقابل 30,859 دولار للإناث. وسجل دخل الفرد الخاص بالبلدة 26,031 دولار. وكانت نسبة 2.1% من العائلات ونسبة 3.6% من السكان تحت خط الفقر، وكان من هؤلاء نسبة 3.1% تحت سن الثامنة عشر ونسبة 10.0% في الخامسة والستين من العمر وما فوق.

### تعداد عام 2010
بلغ عدد سكان كالدونيا 24,705 نسمة بحسب تعداد عام 2010، وبلغ عدد الأسر 9,629 أسرة وعدد العائلات 7,187 عائلة مقيمة في القرية. في حين سجلت الكثافة السكانية 543.8 نسمة لكل ميل مربع (210.0/كم2). وبلغ عدد الوحدات السكنية 10,056 وحدة بمتوسط كثافة قدره 221.4 لكل ميل مربع (85.5/كم2).
وتوزع التركيب العرقي للقرية بنسبة 91.7% من البيض و 0.4% من الأمريكيين الأصليين و 1.8% من الأمريكيين ذوي الأصول الآسيوية و 2.8% من الأمريكيين الأفارقة و 1.8% من عرقين مختلطين أو أكثر.
بلغ عدد الأسر 9,629 أسرة كانت نسبة 31.1% منها لديها أطفال تحت سن الثامنة عشر تعيش معهم، وبلغت نسبة الأزواج القاطنين مع بعضهم البعض 63.6% من أصل المجموع الكلي للأسر، ونسبة 7.0% من الأسر كان لديها معيلات من الإناث دون وجود شريك، بينما كانت نسبة 4.1% من الأسر لديها معيلون من الذكور دون وجود شريكة وكانت نسبة 25.4% من غير العائلات. تألفت نسبة 20.3% من أصل جميع الأسر من أفراد ونسبة 8.4% كانوا يعيش معهم شخص وحيد يبلغ من العمر 65 عاماً فما فوق. وبلغ متوسط حجم الأسرة المعيشية 2.94، أما متوسط حجم العائلات فبلغ 2.55.
بلغ العمر الوسطي للسكان 43.5 عاماً. وكانت نسبة 22.6% من القاطنين تحت سن الثامنة عشر، وكانت نسبة 6.5% بين الثامنة عشر والأربعة وعشرون عاماً، ونسبة 23.2% كانت واقعةً في الفئة العمرية ما بين الخامسة والعشرون حتى والأربعة وأربعون عاماً، ونسبة 33.3% كانت ما بين الخامسة والأربعون حتى الرابعة والستون، ونسبة 14.4% كانت ضمن فئة الخامسة والستون عاماً فما فوق. وتوزع التركيب الجنسي للسكان بنسبة 49.7% ذكور و50.3% إناث.